# Clopotele roșii — Am văzut nașterea unei lumi noi
Clopotele roșii — Am văzut nașterea unei lumi noi este un film dramatic de aventuri din 1983 regizat de Serghei Bondarciuk. A fost realizat în coproducție de Uniunea Sovietică (unde a fost lansat sub titlul Krasnîe kolokola, film vtoroi – Ia videl rojdenie novogo mira și Krasnîe kolokola II), Italia (unde este cunoscut ca I dieci giorni che sconvolsero il mondo) și Mexic (unde titlul este Campanas rojas II – Rusia 1917 ). Este ultimul dintr-un film în două părți, centrat pe viața și cariera lui John Reed, jurnalistul comunist revoluționar care inspirase deja filmul Roșii al lui Warren Beatty. Acest film se concentrează pe cartea Ten Days That Shook the World a lui Reed.

## Distribuție
- Franco Nero — John Reed
- Sydne Rome — Louise Bryant
- Olegar Fedoro — colonelul Polkovnikov
- Anatoli Ustijaninov

## Lansare
Clopotele roșii — Am văzut nașterea unei lumi noi a fost lansat în Uniunea Sovietică în 1983.